# Vanitrochus
Vanitrochus is een geslacht van weekdieren uit de klasse van de Gastropoda (slakken).

## Soorten
- Vanitrochus geertsi Poppe, Tagaro & Dekker, 2006
- Vanitrochus semiustus (P. Fischer, 1879)
- Vanitrochus tragema (Melvill & Standen, 1896)